# Morti nel 1213
| Questa pagina contiene informazioni ricavate automaticamente dalle voci biografiche con l'ausilio del template Bio e di un bot. L'aggiornamento è periodico e automatico e ricostruisce completamente la pagina. Se manca una persona in questa lista, sei pregato di non aggiungerla, ma accertati piuttosto che la sua voce biografica contenga il template Bio e che i dati anagrafici siano correttamente compilati. Se il template Bio manca, inseriscilo tu stesso o, in alternativa, metti l'avviso {{tmp\|Bio}} che ne segnala la mancanza. Se i dati riportati sono sbagliati, correggi direttamente la voce biografica; le modifiche saranno visibili in questa lista entro pochi giorni. Per chiarimenti vedi il progetto biografie. La lista contiene solo le 26 persone che sono citate nell'enciclopedia e per le quali è stato implementato correttamente il template Bio. Pagina aggiornata al 10 ago 2025. |

- 22 febbraio - Gilberto di Gembloux, scrittore e abate belga (n. 1124)
- 21 aprile - Maria di Montpellier, nobile
- 23 aprile - Guido di Thouars, nobile francese
- 24 maggio - Wada Yoshimori, militare giapponese (n. 1147)
- 23 giugno - Maria d'Oignies, religiosa belga (n. 1177)
- 14 settembre - Pietro II d'Aragona, re
- 18 settembre - Bernardo Balbi, giurista e vescovo cattolico italiano
- 28 settembre - Gertrude di Merania, regina (n. 1185)
- 10 ottobre - Federico II di Lorena, duca
- 14 ottobre - Geoffrey FitzPeter, I conte di Essex, politico britannico (n. 1162)
- 28 novembre - Uc de Mataplana, trovatore spagnolo
- 13 dicembre - Guglielmo di Winchester, nobile (n. 1184)
- 17 dicembre - Giovanni de Matha, presbitero e santo francese (n. 1154)
- Amaury VI di Montfort, nobile e militare francese
- Ugo Bobone, cardinale italiano
- Daugirutis, sovrano lituano
- Goffredo di Villehardouin, storico e generale francese (n. 1160)
- Gualtiero II, vescovo cattolico italiano
- Guido Guerra III Guidi, generale e politico italiano
- Guido I Lupi, nobile e politico italiano
- Guillelmus de Montibus, teologo inglese (n. 1140)
- Ibn Hubal, medico arabo
- Muhammad al-Nasir, sultano berbero
- Pietro, figlio di Töre, nobile ungherese
- Giovanni dei conti di Segni, cardinale italiano
- Sharaf al-Dīn al-Muzaffar al-Ṭūsī, matematico e ingegnere meccanico persiano (n. 1135)